# Gymnostreptus flavipes
Gymnostreptus flavipes är en mångfotingart som först beskrevs av Christoph D. Schubart 1950.  Gymnostreptus flavipes ingår i släktet Gymnostreptus och familjen Spirostreptidae. Inga underarter finns listade i Catalogue of Life.